# تصویر دوریان گری
تصویر دوریان گری (به انگلیسی: The Picture of Dorian Gray) یک رمان گوتیک فلسفی از اسکار وایلد، نویسندهٔ مشهور اهل ایرلند است. اسکار وایلد، با نوشتن این رمان و البته نمایشنامه اهمیت جدی بودن بود که به شهرت جهانی رسید.
تصویر دوریان گری به سبب تازگی موضوع و شاید نیز به سبب آنکه چهره خود نویسنده را منعکس می‌کند، شهرتی عظیم یافت. وایلد با این اثر تمثیلی قصد داشته‌است نشان بدهد که تغییر شکلی که از هنر بر امور واقعی پدید می‌آید، تا چه حد می‌تواند نیرومند و نافذ باشد. مقاله‌های تحقیقی و انتقادی وایلد در مجموعه‌ای با عنوان نیتها در اصول زیبایی‌شناسی و هنر محض، شامل چهار مقاله است که وایلد در آن‌ها خواسته ثابت کند که مسائل بی‌شماری که حل آن به وسیله مذهب و اخلاق میسر نمی‌گردد، به وسیله هماهنگی در هنر حل می‌شود و همچنان‌ که هر قطره‌ای در دریا به مروارید خالص تغییر شکل می‌دهد، در عالم هنر نیز هرچه وارد می‌شود، به زیباترین حالت تبدیل می‌گردد. این رمان سال ۱۸۹۰ نوشته شده‌است؛ یعنی ۱۰ سال قبل از مرگ اسکار وایلد.

## خلاصه داستان
دوریان گری جوان خوش‌سیما و برازنده‌ای است که تنها به زیبایی و لذت پایبند است و پس از آنکه که دوست نقاشش از او پرتره‌ای در کمال زیبایی و جوانی می‌کشد، او با دیدن آن از اندیشه گذشت زمان و نابودی جوانی و زیبایی در اندوه عمیقی فرو می‌رود؛ پس در همان لحظه آرزو می‌کند که چهره خودش پیوسته جوان و شاداب بماند و در عوض، گذشت زمان و پیری و پلیدی‌ها بر پرترهٔ او منتقل شود. پس از مدتی متوجه می‌شود که آرزویش برآورده شده ولی یکی از دوستان او به نام لرد هنری کم‌کم او را به راه‌های پلید می‌کشاند و تصویر دوریان گری در پرتره، به مرور، پیرتر، پلیدتر، و کریه‌تر می‌شود. دوریان گری به مرور تا جایی پلید می‌شود که اولین قتل خود را انجام می‌دهد و نقاش آن تصویر، بسیل هاوارد را می‌کشد.
او با گذشت زمان هر روز چهره خود را در پرتره‌اش فرسوده‌تر و پیرتر می‌بیند اما راهی برای از بین بردن پلیدی‌ها پیدا نمی‌کند. ناگهان، خشمگین می‌شود و چاقوی بلندی را در قلب مرد درون تصویر در پرتره فرو می‌کند. در همان لحظه مستخدمان صدای جیغ کریهی را می‌شنوند و به سوی اتاق دوریان گری می‌شتابند. آن‌ها تصویر ارباب خویش را در بوم نقاشی می‌بینند که در کمال جوانی و زیبایی است؛ آنچنان‌که خود او را می‌دیدند اما بر زمین جسد مردی نقش بسته است در لباس آراسته و کاردی در قلب با پلیدترین و کریه‌ترین چهرهٔ قابل تصور که تنها از انگشترانی که به دستش بود، می‌شد هویت او را فهمید...

## تفسیر فلسفی
اسکار وایلد در پیشگفتاری بر این اولین و تنها رمان خود، یعنی تصویر دوریان گری در یک کوته‌نگاره‌ی شاعرانه با سبکِ به‌خصوصِ خود فراخوانِ رفتنِ جنبش زیبایی‌شناسی به سوی یک آزادی جدید در جهت تجربه‌ی زیبایی‌شناسانه را سر می‌دهد. او در اینجا در قالب یک شیوه خاص گفتار و یک سبک زندگی مصرف‌گرا به تعریف اتوسهای جنبش زیبایی‌شناسیِ اواخر قرن نوزدهم می‌پردازد. وی همچنین به آزادی برای هنر و هنرمند اشاره می‌کند که با توجه به متن بورژوا و ماتریالیسم رو به توسعه در آن زمان، می‌توان آن را هم کششی فلسفی و هم تلاشی برای حفاظت از هنر در برابر عوامانه‌سازی دانست. 

## درباره نویسنده
اسکار فینگل اُ. فلاهرتی ویلز وایلد در سال ۱۸۵۴ در ایرلند به دنیا آمد. او برای جملات هوشمندانه و طنزآمیزش مشهور است ولی مردم سده نوزده او را زیاد بامزه نمی‌دانستند. وقتی وایلد تصویر دوریان گری را نوشت، بیشتر مردم آن را کتابی شیطانی که ایده‌های شیطانی‌ای را به ذهن می‌دهد، خواندند ولی وایلد این موضوع را تکذیب کرد و جایی نوشت: «کتاب‌ها نمی‌توانند اخلاقی یا غیراخلاقی باشند. آن‌ها یا خوب نوشته شده‌اند یا بد.» وقتی وایلد در ۱۹۰۰ درگذشت، کمتر کسی او را می‌شناخت؛ هیچ‌کس نمی‌دانست که سال‌ها بعد قرار است مردم به ارزش واقعی کارهای او پی ببرند. گویی رابطه وایلد و کتابش، تصویر دوریان گری، مثل رابطه دوریان گری و تصویرش بود: تا وقتی یکی وجود داشته باشد، دیگر امکان وجود داشتن نخواهد داشت...